# Эмбия туркестанская
Туркестанская эмбия (лат. Embia tartara) — вид эмбий из семейства Embiidae.

## Описание
Песочного цвета. В длину достигает около 15 мм.
Вид был впервые описан в 1896 году швейцарским энтомологом Анри де Соссюром.

## Ареал
Обитает в каменистых пустынях предгорий Средней Азии (Кыргызстан, Таджикистан, Туркменистан, Узбекистан). В 2015 году туркестанская эмбия впервые найдена в Казахстане. В 2023 году вид был найден в городе Актау, что является самой северной точкой обитания этого вида эмбий. По сведениям, полученным от профессора В. Л. Казенаса, в Туркмении E. tartara встречается в большом количестве (город Туркменабад, бывший Чарджоу). Возможно, туркестанская эмбия, как и другие ортоптероидные насекомые, смог распространиться на север в связи с потеплением климата.